# مایکل پی. مورفی
مایکل پتریک مورفی (به انگلیسی: Michael Patrick Murphy) ‏(۷ می ۱۹۷۶ – ۲۸ ژوئن ۲۰۰۵) یک ستوان یگان ویژه نیروی دریایی ایالات متحده آمریکا بود که دارای بالاترین نشان نظامی ایالات متحده، نشان افتخار برای خدماتش در جنگ افغانستان است. او همچنین اولین عضو نیروی دریایی ایالات متحده آمریکا پس از جنگ ویتنام بود که موفق به دریافت این جایزه شده بود. از دیگر جوایز پس از مرگ او می‌توان به ستاره نقره‌ای و پرپل هارت اشاره کرد.
مایکل مورفی در ساف‌فولک کانتی ایالت نیویورک به دنیا آمد و بزرگ شد. او با افتخارات و همچنین مدرک دوگانه علم سیاست و روان‌شناسی از دانشگاه ایالتی پنسیلوانیا فارغ‌التحصیل شد. بعد از گذراندن دانشگاه، در هیئت نیروی دریایی ایالات متحده آمریکا پذیرفته شد و در ژوئیه سال ۲۰۰۲ به خدمت یگان ویژه نیروی دریایی درآمد. پس از شرکت در چندین مأموریت جنگ علیه تروریسم، در تاریخ ۲۸ ژوئن ۲۰۰۵، بعد از اینکه تیم‌شان در خطر قرار گرفت و توسط نیروهای طالبان در نزدیکی اسعدآباد افغانستان محاصره شد، کشته شد.
از زمان مرگ او تا کنون، یک ناوشکن نیروی دریایی ایالات متحده، یک دفتر پست، یک استخر آموزشی جنگی در ایستگاه دریایی نیوپورت، یک واحد آموزش دریایی و یک پارک به خاطر افتخاراتش به نامش نام گذاری شده‌اند.

## زندگی
مورفی در ۷ می ۱۹۷۶ در اسمیث‌تاون، ایالت نیویورک از پدری و مادری آمریکایی-ایرلندی که دستیار بازپرس بخش قضایی بودند، به دنیا آمد. او در دهکده پچوگ ایالت نیویورک بزرگ شد. مورفی دوره راهنمایی تحصیلی خود را در مدرسه ساکستن، جایی که در تیم جوانان فوتبال پاپ وارنر با مربی‌گری پدرش بازی می‌کرد، گذراند. در دبیرستان او بازی‌های ورزشی را ادامه داد و در تابستان به عنوان نجات غریق در ساحل شهر بروکهاون در لیک رونکونکوما به کار مشغول بود. او در دوران دبیرستان، هر تابستان دوباره به شغل‌اش بازمی‌گشت.
مورفی نزد دوستانش به «مورف»، و در سال‌های دبیرستان به «محافظ» معروف بود. در کلاس هشتم، مایکل از کودک عقب‌مانده ذهنی که گروهی از پسرها دور او حلقه زده بودند و مورد آزار و اذیت قرار می‌دادند، محافظت کرده بود. او همچنین از یک مرد بی‌خانمان، که در حال جمع‌آوری قوطی حلبی مورد حمله قرار گرفته بود، محافظت کرده بود. او حمله‌کنندگان را تعقیب و به پیرمرد کمک کرده بود که قوطی‌هایش را بردارد.
در سال ۱۹۹۴ مورفی از دبیرستان پچوگ-مدفورد فارغ‌التحصیل شد و خانه را برای رفتن به دانشگاه ایالتی پنسیلوانیا ترک کرد. او در سال ۱۹۹۸ از دانشگاه پنسیلوانیا با مدرک دوگانه علم سیاست و روان‌شناسی فارغ‌التحصیل شد. مورفی در سال ۲۰۰۵ با دوست دخترش هیثر، به منظور ازدواج، نامزد کرد.